# Julio César Borboa
Julio César Borboa est un boxeur mexicain né le 12 août 1969 à Guaymas.

## Carrière
Passé professionnel en 1988, il devient champion du monde des poids super-mouches IBF  le 16 janvier 1993 en stoppant au 12e round Robert Quiroga. Borboa conserve sa ceinture contre Joel Luna Zarate, Carlos Mercado, Rolando Pascua, Jorge Luis Roman et Jaji Sibali puis perd aux points face à Harold Grey le 29 août 1994. Il est également battu lors du combat revanche l'année suivante et met alors un terme à sa carrière sur un bilan de 24 victoires et 6 défaites.